# Nannoptopoma
Nannoptopoma – rodzaj słodkowodnych ryb sumokształtnych z rodziny zbrojnikowatych (Loricariidae). 

## Występowanie
Zasięg występowania gatunków zaliczanych do tego rodzaju obejmuje dolne dorzecze Amazonki i jej dopływów poniżej 200 m wysokości.

## Cechy charakterystyczne
Gatunki Nannopoptopoma sp. są odróżniane od innych Hypoptopomatinae przede wszystkim przez dobrze rozwinięte płetwy piersiowe i przesunięte do przodu płetwy brzuszne; tylny koniec promienia płetwy piersiowej osiąga lub przewyższa długość pierwszego promienia płetwy brzusznej (w przeciwieństwie do promieni płetwy piersiowej nigdy nie osiągających długości promieni płetwy brzusznej u pozostałych Hypoptopomatinae).

## Klasyfikacja
Gatunki zaliczane do tego rodzaju:
- Nannoptopoma spectabile
- Nannoptopoma sternoptychum

Gatunkiem typowym jest Otocinclus spectabilis (=N. spectabilis).